# Fevzi Zemzem
Fevzi Zemzem (ur. 27 czerwca 1941 w İskenderun, zm. 21 marca 2022) – turecki piłkarz i trener, reprezentant Turcji.

## Życiorys

### Kariera klubowa
Całą swoją karierę piłkarską spędził w tureckim klubie Göztepe SK. W sezonie 1967–1968 został królem strzelców Süper Lig, strzelając 19 goli.

### Kariera reprezentacyjna
W 1965 reprezentant Turcji w kategorii wiekowej U-21.
W latach 1965–1969 reprezentant Turcji, rozegrał w niej 18 spotkań i zdobył 6 goli. W reprezentacji seniorskiej Turcji zadebiutował 24 stycznia 1965 na stadionie Estádio Nacional (Algés, Linda-a-Velha e Cruz Quebrada-Dafundo, Portugalia) w przegranym 1:5 meczu przeciwko Portugalii, zdobywając bramkę główką w 33 minucie gry.

## Sukcesy

### Klubowe
Göztepe SK
- Zdobywca Pucharu Turcji: 1968–1969, 1969–1970
- Zdobywca Superpucharu Turcji: 1969–1970

### Reprezentacyjne
Turcja
- ECO Kupası: 1967, 1969